# Coupe du monde féminine de volley-ball 2015
Navigation
Coupe du monde 2011 Coupe du monde 2019
La Coupe du monde féminine de volley-ball 2015 est une compétition sportive qui a lieu du 22 août au 6 septembre au Japon. Le tournoi est un processus de qualification pour les Jeux Olympiques d'été 2016 à Rio de Janeiro, au Brésil. Les deux meilleures équipes, la Chine et la Serbie sont qualifiées pour les Jeux Olympiques et rejointes par le Brésil qualifié en tant que pays hôte. La Chine obtient son quatrième titre avec 10 victoires et seulement 1 défaite. Zhu Ting est élue meilleure joueuse.

## Informations
La Coupe du monde de volley-ball féminin a commencé avec la signature d'un contrat entre la Fédération Internationale de Volleyball (FIVB) et la Japan Volleyball Association (entente de partenariat) pour accueillir le tournoi le 31 janvier 2013. Pour cet événement, Fuji TV a eu le droit de diffuser le tournoi. En outre, la FIVB a publié le processus de qualification du tournoi:
1. le pays d'accueil
2. les champions du monde 2014
3. deux équipes par confédération continentale selon leur classement mondial, leur classement continental ou leur championnat continental

Mais, le 10 mars 2015, la FIVB a annoncé un changement de la partie continentale des événements à la suite de l'accord avec chaque confédération continentale.
1. AVC utilise le classement mondial, à compter du 1er janvier 2015.
2. CAVB utilise le Championnat d'Afrique.
3. CEV utilise le classement européen à compter du 1er janvier 2015.
4. CSV a organisé un tournoi de qualification.
5. NORCECA utilise la NORCECA Champion Cup (Final four) 2015.

### Les changements
1. Places olympiques
Seules les équipes finalistes de la compétition gagnent leur place pour les Jeux Olympiques de 2016, à la différence de la précédente édition où les trois équipes médaillées ont rejoint les jeux olympiques.
2. Format de qualification
La Coupe du monde 2015 a changé le format de la compétition à la suite de l'information ci-dessus. Il n'y a pas 2 équipes wild card comme pour l'édition 2011. L'une de ces places était attribuée aux champions du monde, l'autre à la 2e place d'un événement continental (l'édition de 2011 a donné des billets pour 4 des 5 continents, mais l'édition  2015 a donné des billets pour les 5 continents).
3. Format de la compétition 
Le nombre de tours a diminué, passant de 4 en 2011 à 3. En combinant les séries 1 (3 jours) et 2 (2 jours) en 2011 à 1 tour de 5 jours. Les hôtes ont également réduit les sites de 8 à 6.
4. Critères de classement 
Dans l'édition 2011, les points de match formaient le premier critère, mais en 2015 c'est le nombre de parties gagnées. Tous les critères sont présentés dans la section sur la procédure[2]
5. Contact avec le filet
Dans cette édition, les joueuses ne peuvent pas toucher l'ensemble du filet et des antennes, et pas seulement la bande blanche comme dans l'édition 2011[3].
6. Liste 
La totalité des 14 joueuses (maximum 12 joueuses régulières et d'un maximum de 2 libéros) peut jouer à chaque match et être inscrite sur les feuilles de pointage.
7. Récompenses individuelles
Les prix ont été donnés aux joueuses par poste, à la différence des éditions précédentes, où les prix étaient remis aux joueuses par compétence.
8. Attribution des points 
La FIVB a approuvé la proposition concernant le cas où l'équipe qui accueille les Jeux Olympiques a participé à une précédente Coupe du monde, ils pourront alors garder les points pour le classement mondial acquise lors de la précédente Coupe du monde.
9. Arbitrage 
C'était la première fois dans la compétition quand il y avait un arbitre de contestation. Dans chaque match, il y avait un arbitre qui contrôle le système de contestation.

## Qualifications
12 équipes ont participé à la Coupe du monde. Seules les équipes qui n'étaient pas encore qualifiées pour les Jeux Olympiques de 2016 pouvaient concourir dans le tournoi.
| Moyens de qualification          | Date                  | Lieu               | Places | Qualifié               |
| -------------------------------- | --------------------- | ------------------ | ------ | ---------------------- |
| Pays hôte                        | 31 janvier 2013       | Lausanne           | 1      | Japon                  |
| Championnat du monde 2014        | 23 sep–12 oct 2014    | Italie             | 1      | États-Unis             |
| Classement mondial pour l'Asie   | Le 13 octobre 2014    | Bangkok            | 2      | Chine                  |
| Classement mondial pour l'Asie   | Le 13 octobre 2014    | Bangkok            | 2      | Corée du Sud           |
| Classement européen              | Le 15 octobre 2014    | Luxembourg         | 2      | Russie                 |
| Classement européen              | Le 15 octobre 2014    | Luxembourg         | 2      | Serbie                 |
| Qualification Amérique du Sud    | Du 3 au 7 juin 2015   | Comodoro Rivadavia | 2      | Argentine              |
| Qualification Amérique du Sud    | Du 3 au 7 juin 2015   | Comodoro Rivadavia | 2      | Pérou                  |
| Coupe des Champions NORCECA 2015 | 5-7 juin 2015         | La Havane          | 2      | République dominicaine |
| Coupe des Champions NORCECA 2015 | 5-7 juin 2015         | La Havane          | 2      | Cuba                   |
| Championnat d'Afrique 2015       | Du 12 au 20 juin 2015 | Nairobi            | 2      | Kenya                  |
| Championnat d'Afrique 2015       | Du 12 au 20 juin 2015 | Nairobi            | 2      | Algérie                |
| Total                            | Total                 | Total              | 12     |                        |

## Format
Le système de compétition de la Coupe du monde 2015 World Cup est le système Robin à un tour. Chaque équipe rencontre une fois chacune des onze autres équipes.
Les équipes sont divisés en 2 groupes de 6 équipes. Au premier tour, un total de 30 matchs est joué en 5 jours, chaque équipe rencontrant les autres équipes du même groupe. Aux deuxième et troisième tours, un total 36 de matchs en 6 jours, chaque équipe rencontrant celles de l'autre groupe.
La composition des groupes suit le système Serpentine (en) basé sur le World ranking avec l'équipe hôte classé en première position. Les nombres entre parenthèses indiquent le classement FIVB au 13 octobre 2014, à l'exception des hôtes classés 4èmes.
| Groupe 1                   | Groupe 2          |
| -------------------------- | ----------------- |
| Japon (Host)               | États-Unis (1)    |
| République dominicaine (6) | Chine (3)         |
| Russie (7)                 | Serbie (8)        |
| Argentine (14)             | Corée du Sud (10) |
| Kenya (19)                 | Pérou (23)        |
| Cuba (26)                  | Algérie (25)      |

## Les équipes
Un maximum de 12 joueurs réguliers et un maximum de 2 libéros peut être sélectionné pour jouer dans le tournoi. La liste de 14 joueurs de chaque équipe peut être vu dans l'article dédié 2015 FIVB Volleyball Women's World Cup squads (en).

## Procédure d'attribution des points
1. Nombre de parties gagnées
2. Points de match
3. Ratio de jeux
4. Ratio de points
5. Résultat du dernier match entre les équipes à égalité

Match gagné 3-0 ou 3-1: 3 points pour le vainqueur, 0 points pour le perdant
Match gagné 3-2: 2 points pour une victoire, 1 point de match pour le perdant

## Résultats
| Matches | Matches            | Pts | Sets | Sets | Sets | Points | Points | Points |     |       |
| Rank    | Team               | Pts | W    | L    | W    | L      | Ratio  | W      | L   | Ratio |
| ------- | ------------------ | --- | ---- | ---- | ---- | ------ | ------ | ------ | --- | ----- |
| 1       | China              | 10  | 1    | 30   | 30   | 7      | 4.286  | 900    | 658 | 1.368 |
| 2       | Serbia             | 10  | 1    | 26   | 31   | 11     | 2.818  | 964    | 739 | 1.304 |
| 3       | United States      | 9   | 2    | 28   | 29   | 7      | 4.143  | 839    | 617 | 1.360 |
| 4       | Russia             | 9   | 2    | 27   | 30   | 8      | 3.750  | 889    | 702 | 1.266 |
| 5       | Japan              | 7   | 4    | 22   | 27   | 14     | 1.929  | 922    | 779 | 1.184 |
| 6       | South Korea        | 5   | 6    | 16   | 18   | 19     | 0.947  | 816    | 787 | 1.037 |
| 7       | Dominican Republic | 5   | 6    | 16   | 18   | 21     | 0.857  | 835    | 859 | 0.972 |
| 8       | Argentina          | 4   | 7    | 12   | 15   | 23     | 0.652  | 738    | 819 | 0.901 |
| 9       | Cuba               | 4   | 7    | 11   | 13   | 25     | 0.520  | 740    | 876 | 0.845 |
| 10      | Kenya              | 2   | 9    | 5    | 7    | 29     | 0.241  | 683    | 844 | 0.809 |
| 11      | Peru               | 1   | 10   | 5    | 9    | 30     | 0.300  | 732    | 899 | 0.814 |
| 12      | Algeria            | 0   | 11   | 0    | 0    | 33     | 0.000  | 326    | 825 | 0.395 |

## Récompenses
- Meilleure joueuse :  Zhu Ting
- Meilleure passeuse :  Niverka Marte
- Meilleures Middle Blockers :  Daymara Lescay et  Tetori Dixon
- Meilleures Outside Hitters :  Brankica Mihajlović et  Tatiana Kosheleva
- Meilleure Opposite Hitter :  Nataliya Obmochaeva
- Meilleure Libéro :  Brenda Castillo